# Nelly Ciobanu
Nelly Ciobanu (Cania, Moldova, 1974. október 28.) moldáv énekesnő. A 2009-es Eurovíziós Dalfesztiválon Moldovát képviselte Hora din Moldova című számával, amellyel 14. helyezést ért el.

## Életrajza
1974-ben, egy dél-moldovai faluban született. Első fellépésein kislányként esett át, amikor két bátyjával, azaz a Monster Dinamittal lépett fel. 19 évesen, 1994-ben megnyert egy moldovai tehetségkutatót, a Morning Star-t. A verseny megnyerése után sok rajongót szerzett, és profi énekesek és zeneszerzők is felfigyeltek tehetségére, sokan mondogatták, hogy "Ennek a lánynak csodás jövője lehet, ami a zeneipart illeti". 1996-ban fellépett egy tehetségkutatón (Maluri de Prut), utána pedig megválasztották Moldova Legjobb Fiatal Popénekesnőjének. Egy évvel később részt vett egy román énekversenyen, ahol 3. helyett lett. 1999-ben a Voice of Asia (Ázsia hangja) dalversenyek ezüstérmet kapott, de még ebben az évben az ukrán közönség is megismerte a Vladimir Ivasiuk versenyen. 2000-ben egy fehérorosz dalversenyen fantasztikus hangulatot teremtett és meg is nyerte a versenyt. 2003]-ban megkapta a Grand Prix-t a Claudia Shulzhenko versenyen. Sok országban megfordult már koncertezés céljából, pl.: Oroszország, Románia, Ukrajna, Kína, Dél-Korea és a tengeren túl is adott már koncertet. Még mielőtt fellépett az Eurovízión négy albumot adott ki, és már az ötödik is készülőben volt. Mind emellett van egy kislánya is, akit 2006-ban szült meg.

## Eurovízió
A 2009-es Eurovíziós Dalfesztiválon legelőször a második elődöntőben lépett színpadra, majd a 105 ponttal amit kapott az 5. helyen jutott tovább a döntőbe. A döntőben 69 pontot kapott, ami a 14. hely elérésére volt elég, de így is megelőzte Malena Ernman világhírű svéd operaénekesnőt.